# Sacharyna
Sacharyna (E954), C7H5NO3S – organiczny związek chemiczny, imid kwasu o-sulfobenzoesowego stosowany jako sztuczny środek słodzący. Została odkryta w 1879 roku przez Ira Remsena i Constantina Fahlberga z Johns Hopkins University w USA.
Sacharyna jest ok. 300 do 500 razy słodsza od sacharozy (stężenie, przy którym jest już wyczuwalna to 23 μmol/L – dla porównania: glukoza 80 mmol/l, a NaCl 100 μmol/l), nie posiada jednak wartości odżywczych (nie jest trawiona przez organizm człowieka). Nie powoduje próchnicy. Gorzkawo-metaliczny posmak maskuje jej stosowanie w mieszankach z cyklaminianami oraz aminokwasami.
Sacharyna jest białą, krystaliczną substancją o temp. topnienia 228 °C. Trudno rozpuszczalna w zimnej, lepiej we wrzącej wodzie. Dobrze rozpuszcza się w glicerynie, eterze, benzenie, chloroformie itd. Najczęściej stosowana jako sól sodowa (sacharynian sodu; rozp. 670 g/l), rzadziej potasowa i wapniowa. Stabilna w pH 2-7 i temperaturze poniżej 150 °C. Szybko ulega biodegradacji.

## Szkodliwość
Badania sacharyny z lat 60. i 70. wskazywały, że substancja ta może być karcynogenem. W roku 1977 stwierdzono zwiększenie częstości występowania raka pęcherza moczowego u szczurów przyjmujących duże dawki sacharyny, co było bezpośrednią przyczyną zakazania stosowania tego związku w Kanadzie. Natomiast w USA protesty ze strony osób chorych na cukrzycę spowodowały ogłoszenie moratorium na podobny zakaz, wymagane natomiast było podawanie informacji o możliwym działaniu rakotwórczym.
Kolejne badania nie dały jednoznacznej odpowiedzi na pytanie o potencjalną szkodliwość sacharyny u zwierząt, natomiast nigdy nie powiązano sacharyny ze zwiększoną zapadalnością na nowotwory u ludzi. Uznaje się, że ryzyko jest znikome. Ostatecznie badania na szczurach uznane zostały za nieadekwatne do ludzi i w 2000 r. Kongres Stanów Zjednoczonych wycofał wymóg podawania ostrzeżeń o ryzyku zdrowotnym spożywania produktów zawierających sacharynę.